# It’s Dark and Hell Is Hot
It’s Dark and Hell Is Hot (englisch für „Es ist dunkel und die Hölle ist heiß“) ist das Debütalbum des US-amerikanischen Rappers DMX. Es wurde am 19. Mai 1998 über die Labels Ruff Ryders Entertainment und Def Jam Recordings veröffentlicht.

## Produktion
Bei dem Album fungierten Dee, Waah Dean und Irv Gotti als ausführende Produzenten. Mit zehn Liedern wurde ein Großteil des Albums von dem Musikproduzent Dame Grease produziert, während PK sechs Instrumentals beisteuerte. Weitere Beats stammen von Irv Gotti, Lil Rob und Swizz Beatz.

## Covergestaltung
Das Albumcover ist in rötlich-braunen Farbtönen gehalten und zeigt DMX mit freiem Oberkörper. Im Vordergrund befinden sich die weißen Schriftzüge DMX und It’s Dark and Hell Is Hot.

## Gastbeiträge
Auf drei Liedern des Albums sind neben DMX andere Künstler vertreten. So hat der Rapper Sheek Louch einen Gastauftritt im Song Get at Me Dog, während der Track For My Dogs eine Kollaboration mit den Rappern Big Stan, Loose, Kasino und Drag-On ist. Auf Niggaz Done Started Something arbeitet DMX außerdem mit der Rapgruppe The LOX und dem Rapper Mase zusammen.

## Titelliste
| #  | Titel                         | Gastmusiker                      | Produzent            | Länge |
| -- | ----------------------------- | -------------------------------- | -------------------- | ----- |
| 1  | Intro                         |                                  | Irv Gotti, Lil Rob   | 4:09  |
| 2  | Ruff Riders’ Anthem           |                                  | Swizz Beatz          | 3:34  |
| 3  | Fuckin’ wit’ D                |                                  | PK                   | 2:18  |
| 4  | The Storm (Skit)              |                                  | Dame Grease, PK      | 1:00  |
| 5  | Look Thru My Eyes             |                                  | PK, Dame Grease (Co) | 3:50  |
| 6  | Get at Me Dog                 | Sheek Louch                      | Dame Grease          | 4:03  |
| 7  | Let Me Fly                    |                                  | Dame Grease          | 4:12  |
| 8  | X-Is Coming                   |                                  | PK                   | 4:18  |
| 9  | Damien                        |                                  | Dame Grease          | 3:42  |
| 10 | How’s It Goin’ Down           |                                  | PK                   | 4:42  |
| 11 | Mickey (Skit)                 |                                  | PK                   | 0:25  |
| 12 | Crime Story                   |                                  | Irv Gotti, Lil Rob   | 3:47  |
| 13 | Stop Being Greedy             |                                  | PK                   | 3:37  |
| 14 | ATF                           |                                  | Dame Grease          | 1:56  |
| 15 | For My Dogs                   | Big Stan, Loose, Kasino, Drag-On | Dame Grease          | 4:11  |
| 16 | I Can Feel It                 |                                  | Dame Grease          | 4:13  |
| 17 | Prayer (Skit)                 |                                  | Dame Grease          | 2:31  |
| 18 | The Convo                     |                                  | Dame Grease          | 3:33  |
| 19 | Niggaz Done Started Something | The LOX, Mase                    | Dame Grease          | 5:14  |

## Kommerzieller Erfolg

### Chartplatzierungen und Singles
It’s Dark and Hell Is Hot stieg am 6. Juni 1998 auf Platz 1 in die US-amerikanischen Charts ein und konnte sich insgesamt 102 Wochen in den Top 200 halten. Im Vereinigten Königreich belegte das Album für eine Woche Rang 89, wogegen es sich in den deutschen Charts nicht platzieren konnte.
Als Singles wurden die Lieder Get at Me Dog, Stop Being Greedy, How’s It Goin’ Down und Ruff Ryders’ Anthem ausgekoppelt.

### Auszeichnungen für Musikverkäufe
| Professionelle Bewertungen | Professionelle Bewertungen |
| -------------------------- | -------------------------- |
| Kritiken                   |                            |
| Quelle                     | Bewertung                  |
| Rolling Stone              | [ 3 ]                      |
| allmusic                   | [ 4 ]                      |
| RapReviews                 | [ 5 ]                      |

It’s Dark and Hell Is Hot wurde in den Vereinigten Staaten für über 4,6 Millionen verkaufte Einheiten Ende 2000 mit 4-fach-Platin ausgezeichnet. Im Vereinigten Königreich erhielt das Album für mehr als 100.000 Verkäufe im Jahr 2013 eine Goldene Schallplatte.
Außerdem wurde die Single Get at Me Dog 1998 in den Vereinigten Staaten für über 500.000 verkaufte Exemplare mit einer Goldenen Schallplatte ausgezeichnet.
| Land/Region                  | Auszeichnungen für Musikverkäufe (Land/Region, Auszeichnung, Verkäufe) | Verkäufe  |
| ---------------------------- | ---------------------------------------------------------------------- | --------- |
| Kanada (MC)                  | Platin                                                                 | 100.000   |
| Vereinigte Staaten (RIAA)    | 4× Platin                                                              | 4.000.000 |
| Vereinigtes Königreich (BPI) | Gold                                                                   | 100.000   |
| Insgesamt                    | 1× Gold · 5× Platin ·                                                  | 4.200.000 |